# King Alfonso
Il King Alfonso è un cocktail che si ritiene intitolato al re di Spagna Alfonso XIII. Faceva parte dei cocktail ufficiali IBA nella classificazione del 1987.

## Composizione
- 2 o 3 centilitri di liquore al caffè
- 2 cucchiai di panna liquida

## Preparazione
Si prepara in un bicchiere tipo Old fashioned. Il bicchiere va riempito con ghiaccio tritato nel quale viene successivamente versato il liquore al caffè. Il cocktail si completa aggiungendo la panna liquida in modo da formare due strati (bianco e nero) senza che si mescolino.